# Sellafield
Sellafield je velké víceúčelové jaderné zařízení poblíž obce Seascale na pobřeží Cumbrie v Anglii. V srpnu 2020 mezi jeho činnosti patřily přepracování jaderného paliva, skladování jaderného odpadu a vyřazování jaderných zařízení z provozu. Jedná se o bývalý závod určený k výrobě jaderné energie. Zařízení se rozkládá na ploše 265 hektarů, zahrnuje více než 200 jaderných zařízení a více než 1 000 budov. Je to největší evropské jaderné zařízení a disponuje nejrůznějšími jadernými zařízeními na světě umístěných na jednom místě.
V Sellafieldu se nachází britské jaderné reaktory první generace, dále související zařízení na přepracování paliva ve Windscale a dnes už odstavená jaderná elektrárna Calder Hall, která se stala první jadernou elektrárnou na světě, co komerčně dodávala elektřinu do veřejné sítě. Britská národní jaderná laboratoř (National Nuclear Laboratory) zde má svou centrální laboratoř a ústředí. 
Místo bylo původně postaveno jako Royal Ordnance Factory v roce 1942, po druhé světové válce na krátko přešlo do vlastnictví Courtaulds k výrobě viskózových vláken, ale v roce 1947 se znovu dostalo pod ministerstvo zásobování. Probíhala zde výroba plutonia pro jaderné zbraně a zařízení dostalo název „Windscale Works“. Mezi další klíčové události patří výstavba jaderné elektrárny Calder Hall, závodu na přepracování paliva reaktorů Magnox, prototypu pokročilého plynem chlazeného reaktoru (AGR) a závodu na přepracování termálních oxidů (THORP). Činnosti v lokalitě Sellafield spočívají především ve vyřazování historických elektráren z provozu a přepracování vyhořelého paliva z britských i zahraničních jaderných reaktorů, které zcela skončí, až bude v roce 2021 uzavřena elektrárna na přepracování paliva reaktorů Magnox. Mezi objekty vyřazované z provozu patří Windscale Piles, jaderná elektrárna Calder Hall a řada historických zpracovatelských zařízení a skladů odpadu. 
Zařízení v současné době přímo zaměstnává přibližně 10 000 lidí a je vlastněno Nuclear Decommissioning Authority (britský úřad vyřazování jaderných zařízení, NDA), což je mimorezortní veřejný orgán britské vlády. Po období správy soukromým konsorciem v letech 2008–2016 bylo zařízení navráceno do přímé vládní kontroly vytvořením firmy Sellafield Ltd, dceřiné společnosti skupiny NDA. Lokalita má být zcela vyřazena z provozu do roku 2120 za cenu 121 miliard liber.

## Havárie a kontroverze
Komplex Windscale/Sellafield je označován jako nejradioaktivnější místo v západní Evropě. 
Reaktor pro výrobu plutonia byl chlazený vzduchem, přímo vypouštěným komíny do ovzduší. Na komínech sice byly instalovány filtry, ale ty postrádaly vzhledem k velkému objemu procházejícího vzduchu jakoukoli reálnou schopnost filtrace. Podle neoficiálních měření (jeden z pracovníků měřil ve volném čase okolí svého bydliště) byla v okolí vysoká úroveň radiace již před první havárií v r. 1957. Oficiální data z té doby buď neexistují (měření se v 50. letech vůbec neprovádělo) nebo jsou tajná. Došlo zde k několika jaderným haváriím, v roce 1957 zde vypukl požár, který způsobil vážnou jadernou nehodu, v dubnu 2005 z potrubí uniklo 83 000 litrů radioaktivního odpadu, který však byl zachycen uvnitř zařízení.
Požár v roce 1957 byl způsoben konstrukcí reaktoru - šlo o obrovskou uhlíkovou voštinu, kde v jednotlivých otvorech byly cartridge s uranem, který se reakcí měnil na plutonium. Uhlík sloužil jako moderátor. Američtí odborníci varovali Brity, že uhlík představuje riziko, poněvadž má tendenci "akumulovat" přijímané teplo, které pak náhle uvolní. Tento problém byl Britům znám a řešili ho tak, že čas od času úmyslně zvýšili teplotu reaktoru, což vedlo ke kontrolovanému uvolnění naakumulované tepelné energie. V době, kdy Britové vyvíjeli fúzní bombu ("vodíkovou"), bylo v některých cartridgích v reaktoru místo uranu lithium. To pravděpodobně vedlo k nestandardnímu chování reaktoru při kontrolovaném uvolňování akumulovaného tepla a výsledkem byl požár uhlíku, který se podařilo uhasit až po několika dnech. Z havárie byli v té době obviněni pracovníci reaktoru, vliv vloženého lithia byl přiznán (objeven?) až po r. 2000. Po této havárii byla kontaminace okolí oficiálně přiznána, byly likvidovány výrobky blízkých farem (mléko) a byla provedena dekontaminace (její rozsah není jasný).

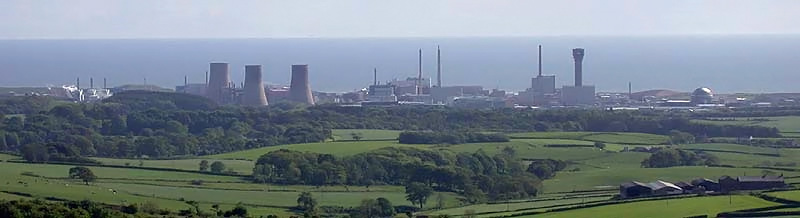
Sellafield u moře